# International Dark-Sky Association
L'International Dark-Sky Association (acronimo: IDA) è una organizzazione senza fini di lucro fondata nel 1988 negli Stati Uniti da un gruppo di astronomi. La sua sede si trova a Tucson (Arizona). 
Lo scopo dell'IDA è la protezione e la conservazione dell'ambiente notturno e del cielo stellato promuovendo un'illuminazione eco-compatibile di qualità. In particolare, l'IDA conduce ricerche e campagne pubbliche sul fenomeno dell'inquinamento luminoso, ponendone in evidenza gli effetti negativi per la ricerca astronomica, per l'ambiente e per la salute degli organismi viventi (esseri umani inclusi).
All'IDA aderiscono astronomi, ambientalisti, illuminotecnici o semplici interessati di tutto il mondo.